# Konode

Idealisiertes Phasendiagramm eines binären Gemisches der Komponenten A und B. Die schwarze Kurve ist die Binodale, die das Einphasengebiet vom Zweiphasengebiet trennt. Die Verbindungslinien zwischen den auf der Binodalen liegenden Punkten T_{2}/c1a und T_{2}/c1b sowie T_{3}/c2a und T_{3}/c2b sind Konoden.

Als Konoden (latein: con = zusammen, griech. οδός = Weg) bezeichnet man Linien, die in Phasendiagrammen thermodynamischer Systeme Zustandspunkte miteinander verbinden, die auf Phasengrenzlinien beziehungsweise Binodalen lokalisiert sind und die jeweils miteinander im thermodynamischen Gleichgewicht stehende koexistierende Phasen repräsentieren. Die koexistierenden Phasen können dabei in verschiedenen Aggregatszuständen vorliegen. In Gemischen können die koexistierenden Phasen im selben Aggregatszustand vorliegen, jedoch verschiedene stoffliche Zusammensetzungen aufweisen.
- Bei einem Gleichgewicht zwischen Feststoff und Gasphase:
  - Der Schnittpunkt von Konode und Sublimationskurve gibt die Zusammensetzung des Feststoffes an.
  - Der Schnittpunkt von Konode und Resublimationskurve gibt die Zusammensetzung der Gasphase an.
- bei einem Flüssigkeits-Gas-Gleichgewicht:
  - Der Schnittpunkt von Konode und Siede-Kurve gibt die Zusammensetzung der Flüssigkeit an.
  - Der Schnittpunkt von Konode und Kondensationskurve gibt die Zusammensetzung der Gasphase an.
- bei einem Fest-Flüssig-Gleichgewicht:
  - Der Schnittpunkt von Konode und Solidus-Linie gibt die Zusammensetzung des Feststoffes an.
  - Der Schnittpunkt von Konode und Liquidus-Linie gibt die Zusammensetzung der Schmelze an.

Gemische, deren Phasendiagramme Mischungslücken aufweisen, liegen innerhalb der Mischungslücken in Form koexistierender Phasen unterschiedlicher stofflicher Zusammensetzung vor. Die im Gleichgewicht stehenden Zustände, die die koexistierenden Phasen und deren stoffliche Zusammensetzung repräsentieren, liegen auf der Binodalen und werden durch Konoden verbunden.
Da koexistierende Phasen miteinander im thermodynamischen Gleichgewicht stehen, müssen nach dem nullten Hauptsatz der Thermodynamik ihre Temperaturen sowie ihre Drücke (siehe Abschnitt Phasenregel für nicht chemisch reagierende Substanzen im Artikel Gibbssche Phasenregel) gleich groß sein. Wird in einem Phasendiagramm, das ein Koexistenzgebiet enthält, entlang der x-Achse eine Zustandsgröße aufgetragen, in der sich die koexistierenden Phasen innerhalb des Koexistenzgebietes unterscheiden, während alle anderen das betrachtete System beschreibenden Zustandsgrößen in den koexistierenden Phasen die gleichen Werte annehmen, sind die Konoden parallel zur x-Achse orientiert. So sind Konoden in einem in die Druck-Volumen-Ebene projizierten Phasendiagramm eines fluiden Reinstoffes im Koexistenzgebiet zwischen flüssiger Phase und Gasphase parallel zur Volumenachse orientiert. In einem in die Temperatur-Zusammensetzungs-Ebene projizierten Phasendiagramm eines binären Gemisches, welches eine Mischungslücke als Koexistenzgebiet aufweist, sind die Konoden parallel zu derjenigen Achse orientiert, entlang derer die Zusammensetzung des Gemisches aufgetragen ist. Dies ist sowohl für Schmelz- und Siedediagramme der Fall als auch für Phasendiagramme, die Entmischung in kondensierten Systeme beschreiben. Die Volumen- beziehungsweise Stoffmengenanteile koexistierender Phasen lassen sich analog zum Hebelgesetz mittels der Konodenregel bestimmen. Wird jedoch eine Binodale in ein Dreiecksdiagramm projiziert, dass die Zusammensetzung eines ternären Gemisches darstellt, sind die Konoden in der Regel nicht parallel zu den Achsen des Dreiecksdiagramms orientiert.